# Ausztria az 1936. évi téli olimpiai játékokon
Ausztria a németországi Garmisch-Partenkirchenben megrendezett 1936. évi téli olimpiai játékok egyik részt vevő nemzete volt. Az országot az olimpián 8 sportágban 60 sportoló képviselte, akik összesen 4 érmet szereztek.

## Érmesek
| Érem  | Versenyző               | Sportág        | Versenyszám    |
| ----- | ----------------------- | -------------- | -------------- |
| Arany | Karl Schäfer            | Műkorcsolya    | Férfi egyéni   |
| Ezüst | Ilse Pausin Erik Pausin | Műkorcsolya    | Páros          |
| Bronz | Max Stiepl              | Gyorskorcsolya | Férfi 10 000 m |
| Bronz | Felix Kaspar            | Műkorcsolya    | Férfi egyéni   |

## Alpesisí
Női
| Versenyző      | Versenyszám | Lesiklás | Lesiklás | Lesiklás | Műlesiklás | Műlesiklás | Műlesiklás | Műlesiklás | Műlesiklás | Műlesiklás | Műlesiklás | Összesítés | Összesítés |
| Versenyző      | Versenyszám | Lesiklás | Lesiklás | Lesiklás | 1. futam   | 1. futam   | 2. futam   | 2. futam   | Össz.      | Össz.      | Össz.      | Összesítés | Összesítés |
| Versenyző      | Versenyszám | Idő      | Pont     | Hely.    | Idő        | Hely.      | Idő        | Hely.      | Idő        | Pont       | Hely.      | Pont       | Helyezés   |
| -------------- | ----------- | -------- | -------- | -------- | ---------- | ---------- | ---------- | ---------- | ---------- | ---------- | ---------- | ---------- | ---------- |
| Käthe Lettner  | Összetett   | 7:02,4   | 72,06    | 23.      | 1:43,4     | 15.        | 1:52,9     | 19.*       | 3:36,3     | 65,70      | 16.        | 68,88      | 20.        |
| Grete Nissl    | Összetett   | 6:12,8   | 81,65    | 14.*     | 1:38,5     | 12.        | 1:38,7     | 11.        | 3:17,2     | 72,06      | 10.        | 76,86      | 13.        |
| Hertha Rosmini | Összetett   | 6:40,8   | 75,95    | 20.      | 1:49,2     | 18.        | 1:48,0     | 14.        | 3:37,2     | 65,42      | 17.        | 70,69      | 17.        |
| Grete Weikert  | Összetett   | 6:47,0   | 74,79    | 21.      | 1:41,9     | 14.        | 1:52,9     | 19.*       | 3:34,8     | 66,15      | 15.        | 70,47      | 18.        |

* - egy másik versenyzővel azonos eredményt ért el

## Bob
| Versenyző                                                           | Versenyszám | 1. futam | 1. futam | 2. futam | 2. futam | 3. futam | 3. futam | 4. futam | 4. futam | Összesítés | Összesítés |
| Versenyző                                                           | Versenyszám | Idő      | Hely.    | Idő      | Hely.    | Idő      | Hely.    | Idő      | Hely.    | Idő        | Helyezés   |
| ------------------------------------------------------------------- | ----------- | -------- | -------- | -------- | -------- | -------- | -------- | -------- | -------- | ---------- | ---------- |
| Hans Stürer Hans Rottensteiner                                      | Kettes      | 1:28,12  | 8.       | 1:25,20  | 11.      | 1:30,55  | 14.      | 1:28,13  | 17.      | 5:52,00    | 13.        |
| Hans Volckmar Anton Kaltenberger                                    | Kettes      | 1:33,71  | 20.      | 1:26,28  | 14.      | 1:30,50  | 13.      | 1:31,81  | 20.      | 6:02,30    | 19.        |
| Franz Lorenz Richard Lorenz Franz Wohlgemuth Rudolf Höll            | Négyes      | 1:27,38  | 13.      | 1:26,84  | 12.      | 1:26,17  | 12.      | 1:24,74  | 11.      | 5:45,13    | 11.        |
| Viktor Wigelbeyer Franz Bednar Robert Bednar Johann Baptist Gudenus | Négyes      | 1:30,70  | 14.      | 1:29,62  | 14.      | 1:30,95  | 14.      | 1:26,64  | 13.      | 5:57,91    | 13.        |

## Északi összetett
| Versenyző          | Sífutás | Sífutás | Sífutás | Síugrás  | Síugrás  | Síugrás  | Síugrás  | Síugrás | Síugrás | Összesítés | Összesítés |
| Versenyző          | Sífutás | Sífutás | Sífutás | 1. ugrás | 1. ugrás | 2. ugrás | 2. ugrás | Össz.   | Össz.   | Összesítés | Összesítés |
| Versenyző          | Idő     | Pont    | Hely.   | Távolság | Pont     | Távolság | Pont     | Pont    | Hely.   | Pont       | Helyezés   |
| ------------------ | ------- | ------- | ------- | -------- | -------- | -------- | -------- | ------- | ------- | ---------- | ---------- |
| Hans Baumann       | 1:22:49 | 198,5   | 7.      | 40,0     | 83,8     | 44,0     | 89,8     | 173,6   | 36.     | 372,1      | 17.        |
| Walter Delle Karth | 1:37:14 | 125,8   | 46.     | 48,0     | 102,6    | 49,5     | 104,8    | 207,4   | 4.      | 333,2      | 33.        |
| Hubert Köstinger   | 1:25:09 | 186,0   | 15.     | 44,0     | 93,4     | 48,0     | 95,8     | 189,2   | 20.     | 375,2      | 15.        |
| Markus Mayer       | 1:27:31 | 173,7   | 28.     | 47,0     | 94,5     | 49,5     | 93,7     | 188,2   | 23.     | 361,9      | 25.        |

## Gyorskorcsolya
| Versenyző         | Versenyszám | Eredmény | Helyezés |
| ----------------- | ----------- | -------- | -------- |
| Karl Leban        | 500 m       | 44,8     | 6.*      |
| Karl Leban        | 1500 m      | 2:24,3   | 12.*     |
| Willy Löwinger    | 5000 m      | 8:53,9   | 19.      |
| Willy Löwinger    | 10 000 m    | 18:46,5  | 24.      |
| Franz Ortner      | 10 000 m    | 19:19,1  | 27.      |
| Ferdinand Preindl | 500 m       | 46,4     | 21.      |
| Ferdinand Preindl | 1500 m      | 2:29,0   | 25.*     |
| Karl Prochaska    | 5000 m      | 9:02,6   | 24.      |
| Gustav Slanec     | 500 m       | 46,7     | 24.*     |
| Max Stiepl        | 1500 m      | 2:21,6   | 5.       |
| Max Stiepl        | 5000 m      | 8:35,0   | 5.       |
| Max Stiepl        | 10 000 m    | 17:30,0  |          |
| Karl Wazulek      | 500 m       | 45,1     | 13.      |
| Karl Wazulek      | 1500 m      | 2:22,2   | 6.       |
| Karl Wazulek      | 5000 m      | 8:38,4   | 8.       |
| Karl Wazulek      | 10 000 m    | 17:57,1  | 11.      |

* - egy másik versenyzővel azonos eredményt ért el

## Jégkorong
| Osztrák férfi jégkorongcsapat-játékoskeret                                                   | Osztrák férfi jégkorongcsapat-játékoskeret                                                        |
| -------------------------------------------------------------------------------------------- | ------------------------------------------------------------------------------------------------- |
| - Franz Csöngei - Fritz Demmer - Sepp Göbl - Lambert Neumaier - Oskar Nowak - Franz Schüßler | - Emil Seidler - Willibald Stanek - Hans Trauttenberg - Rudolf Vojta - Hermann Weiß - Hans Tatzer |

### Eredmények
Csoportkör
A csoport
| Csapat        | M | Gy | D | V | G+ | G– | Gk  | P |
| ------------- | - | -- | - | - | -- | -- | --- | - |
| Kanada        | 3 | 3  | 0 | 0 | 24 | 3  | +21 | 6 |
| Ausztria      | 3 | 2  | 0 | 1 | 11 | 7  | +4  | 4 |
| Lengyelország | 3 | 1  | 0 | 2 | 11 | 12 | –1  | 2 |
| Lettország    | 3 | 0  | 0 | 3 | 3  | 27 | –24 | 0 |

| 1936. február 7. | Ausztria (AUT) | 2 – 1 (0–0, 0–0, 2–1) | Lengyelország | Garmisch-Partenkirchen |

|  |  |  |  |  |
|  |  |  |  |  |
|  |  |  |  |  |
|  |  |  |  |  |

| 1936. február 8. | Kanada (CAN) | 5 – 2 (4–0, 1–2, 0–0) | Ausztria | Garmisch-Partenkirchen |

|  |  |  |  |  |
|  |  |  |  |  |
|  |  |  |  |  |
|  |  |  |  |  |

| 1936. február 9. | Ausztria (AUT) | 7 – 1 (4–0, 0–0, 3–1) | Lettország | Garmisch-Partenkirchen |

|  |  |  |  |  |
|  |  |  |  |  |
|  |  |  |  |  |
|  |  |  |  |  |

Középdöntő
B csoport
| Csapat           | M | Gy | D | V | G+ | G– | Gk | P |
| ---------------- | - | -- | - | - | -- | -- | -- | - |
| Egyesült Államok | 3 | 3  | 0 | 0 | 5  | 1  | +4 | 6 |
| Csehszlovákia    | 3 | 2  | 0 | 1 | 6  | 4  | +2 | 4 |
| Svédország       | 3 | 1  | 0 | 2 | 3  | 6  | –3 | 2 |
| Ausztria         | 3 | 0  | 0 | 3 | 1  | 4  | –3 | 0 |

| 1936. február 11. | Svédország (SWE) | 1 – 0 (1–0, 0–0, 0–0) | Ausztria | Garmisch-Partenkirchen |

|  |  |  |  |  |
|  |  |  |  |  |
|  |  |  |  |  |
|  |  |  |  |  |

| 1936. február 12. | Egyesült Államok (USA) | 1 – 0 (0–0, 1–0, 0–0) | Ausztria | Garmisch-Partenkirchen |

|  |  |  |  |  |
|  |  |  |  |  |
|  |  |  |  |  |
|  |  |  |  |  |

| 1936. február 13. | Csehszlovákia (TCH) | 2 – 1 (0–0, 2–1, 0–0) | Ausztria | Garmisch-Partenkirchen |

|  |  |  |  |  |
|  |  |  |  |  |
|  |  |  |  |  |
|  |  |  |  |  |

| Csapat   | Helyezés |
| -------- | -------- |
| Ausztria | 6.       |

## Műkorcsolya
| Versenyző                      | Versenyszám  | Kötelező elemek   | Kötelező elemek | Kűr               | Kűr   | Összesítés                     | Összesítés                     | Összesítés                     | Összesítés                     | Összesítés                     | Összesítés                     | Összesítés                     | Összesítés                     | Összesítés                     | Összesítés        | Összesítés  | Összesítés | Összesítés |
| Versenyző                      | Versenyszám  | Kötelező elemek   | Kötelező elemek | Kűr               | Kűr   | Helyezési pontszámok bírónként | Helyezési pontszámok bírónként | Helyezési pontszámok bírónként | Helyezési pontszámok bírónként | Helyezési pontszámok bírónként | Helyezési pontszámok bírónként | Helyezési pontszámok bírónként | Helyezési pontszámok bírónként | Helyezési pontszámok bírónként | Több. hely. száma | Hely. össz. | Pont       | Helyezés   |
| Versenyző                      | Versenyszám  | Több. hely. száma | Hely.           | Több. hely. száma | Hely. | 1                              | 2                              | 3                              | 4                              | 5                              | 6                              | 7                              | 8                              | 9                              | Több. hely. száma | Hely. össz. | Pont       | Helyezés   |
| ------------------------------ | ------------ | ----------------- | --------------- | ----------------- | ----- | ------------------------------ | ------------------------------ | ------------------------------ | ------------------------------ | ------------------------------ | ------------------------------ | ------------------------------ | ------------------------------ | ------------------------------ | ----------------- | ----------- | ---------- | ---------- |
| Karl Schäfer                   | Férfi egyéni | 7×1+              | 1.              | 6×1+              | 1.    | 1,0                            | 1,0                            | 1,0                            | 1,0                            | 1,0                            | 1,0                            | 1,0                            |                                |                                | 7×1+              | 7,0         | 2959,0     |            |
| Felix Kaspar                   | Férfi egyéni | 5×5+              | 5.              | 4×2+              | 2.    | 3,0                            | 3,0                            | 2,0                            | 4,0                            | 2,0                            | 7,0                            | 3,0                            |                                |                                | 5×3+              | 24,0        | 2801,0     |            |
| Leopold Linhart                | Férfi egyéni | 4×16+             | 16.             | 5×7+              | 7.    | 15,0                           | 14,0                           | 11,0                           | 10,0                           | 8,0                            | 12,0                           | 10,0                           |                                |                                | 4×11+             | 80,0        | 2549,2     | 11.        |
| Hellmut May                    | Férfi egyéni | 5×15+             | 14.             | 5×15+             | 15.   | 16,0                           | 16,0                           | 16,0                           | 15,0                           | 10,0                           | 11,0                           | 12,0                           |                                |                                | 4×15+             | 96,0        | 2483,6     | 14.        |
| Hedy Stenuf                    | Női egyéni   | 4×8+              | 8.              | 5×3+              | 3.    | 5,0                            | 7,0                            | 8,0                            | 5,0                            | 5,0                            | 4,0                            | 6,0                            |                                |                                | 4×5+              | 40,0        | 2713,3     | 6.         |
| Emmy Putzinger                 | Női egyéni   | 5×9+              | 9.              | 4×5+              | 4.*   | 8,0                            | 10,0                           | 6,0                            | 6,0                            | 7,0                            | 5,0                            | 7,0                            |                                |                                | 5×7+              | 49,0        | 2672,4     | 7.         |
| Grete Lainer                   | Női egyéni   | 4×10+             | 10.             | 5×10+             | 9.    | 9,0                            | 12,0                           | 7,0                            | 9,0                            | 13,0                           | 6,0                            | 9,0                            |                                |                                | 5×9+              | 65,0        | 2613,6     | 9.         |
| Bianca Schenk                  | Női egyéni   | 4×17+             | 16.             | 5×14+             | 14.   | 19,0                           | 18,0                           | 10,0                           | 16,0                           | 16,0                           | 9,0                            | 14,0                           |                                |                                | 5×16+             | 102,0       | 2494,7     | 14.        |
| Ilse Pausin Erik Pausin        | Páros        |                   |                 |                   |       | 3,5                            | 2,0                            | 2,0                            | 2,0                            | 1,0                            | 2,0                            | 2,0                            | 3,0                            | 2,0                            | 7×2+              | 19,5        | 102,7      |            |
| Eleanore Bäumel Fritz Wächtler | Páros        |                   |                 |                   |       | 15,0                           | 10,0                           | 13,0                           | 8,0                            | 11,0                           | 12,0                           | 16,0                           | 13,5                           | 14,0                           | 5×13+             | 113,0       | 79,0       | 14.        |

* - egy másik versenyzővel azonos eredményt ért el

## Sífutás
| Versenyző                                               | Versenyszám     | Eredmény | Helyezés |
| ------------------------------------------------------- | --------------- | -------- | -------- |
| Harald Bosio                                            | 18 km           | 1:24:39  | 28.      |
| Franz Gallwitz                                          | 18 km           | 1:27:28  | 41.      |
| Hans Jamnig                                             | 18 km           | 1:26:20  | 36.      |
| Fred Rössner                                            | 18 km           | 1:27:05  | 39.      |
| Alfred Rössner Harald Bosio Erich Gallwitz Hans Baumann | 4 × 10 km váltó | 3:02:48  | 8.       |

## Síugrás
| Versenyző        | 1. ugrás | 1. ugrás | 1. ugrás | 2. ugrás | 2. ugrás | 2. ugrás | Összesítés | Összesítés |
| Versenyző        | Távolság | Pont     | Hely.    | Távolság | Pont     | Hely.    | Pont       | Helyezés   |
| ---------------- | -------- | -------- | -------- | -------- | -------- | -------- | ---------- | ---------- |
| Franz Aschenwald | 64,5     | 96,7     | 31.      | 55,5     | 88,9     | 38.*     | 185,6      | 36.        |
| Sepp Bradl       | 64,0     | 98,9     | 28.      | 70,5     | 105,1    | 14.      | 204,0      | 19.*       |
| Hans Mariacher   | 65,5     | 100,3    | 26.      | 69,0     | 101,2    | 22.      | 201,5      | 25.        |
| Rudolf Rieger    | 68,0     | 102,6    | 16.*     | 67,5     | 97,8     | 30.*     | 200,4      | 26.        |

* - egy másik versenyzővel azonos eredményt ért el